# Groupe de Weyl
En mathématiques, et en particulier dans la théorie des algèbres de Lie, le groupe de Weyl d'un système de racines {\displaystyle \Phi \,}, nommé ainsi en hommage à  Hermann Weyl, est le sous-groupe du groupe d'isométries du système de racines engendré par les réflexions orthogonales par rapport aux  hyperplans orthogonaux aux racines.

## Exemple
Le système de racines de {\displaystyle A_{2}\,} est constitué des sommets d'un hexagone régulier centré à l'origine. Le groupe complet des symétries de ce système de racines est par conséquent le groupe diédral d'ordre 12.  Le groupe de Weyl est engendré par les réflexions à travers les droites bissectant les paires de côtés opposés de l'hexagone ; c'est le groupe diédral d'ordre 6.
Le groupe de Weyl d'une algèbre de Lie semi-simple ou d'un groupe de Lie semi-simple, d'un groupe algébrique linéaire (en) semi-simple, etc. est le groupe de Weyl du système de racines de ce groupe ou de cette algèbre.

## Les chambres de Weyl
Enlever les hyperplans définis par les racines de {\displaystyle \Phi \,} découpe l'espace euclidien en un nombre fini de régions ouvertes, appelées les chambres de Weyl. Celles-ci sont permutées par l'action sur le groupe de Weyl, et un théorème établit que cette action est simplement transitive. En particulier, le nombre de chambres de Weyl est égal à l'ordre du groupe de Weyl.
Tout vecteur v différent de zéro divise l'espace euclidien en deux demi-espaces bordant l'hyperplan {\displaystyle v^{\land }\,} orthogonal à v, nommés {\displaystyle v^{+}\,} et {\displaystyle v^{-}\,}.
Si v appartient à une certaine chambre de Weyl, aucune racine ne se trouve dans {\displaystyle v^{\land }\,}, donc chaque racine se trouve dans {\displaystyle v^{+}\,} ou {\displaystyle v^{-}\,}, et si {\displaystyle \alpha \,} se trouve dans l'un d'eux, alors {\displaystyle -\alpha \,} se trouve dans l'autre. Ainsi, 
{\displaystyle \Phi ^{+}:=\Phi \cap v^{+}\,} constitué d'exactement la moitié des racines de {\displaystyle \Phi \,}. Bien sûr, {\displaystyle \Phi ^{+}\,} dépend de v, mais il ne change pas si v reste dans la même chambre de Weyl.
La base du système de racines qui respecte le choix de {\displaystyle \Phi \,} est l'ensemble des racines simples dans {\displaystyle \Phi ^{+}\,}, i.e., les racines qui ne peuvent pas être écrites comme une somme de deux racines dans {\displaystyle \Phi ^{+}\,}. Ainsi, les chambres de Weyl, l'ensemble {\displaystyle \Phi ^{+}\,} et la base en déterminent un autre, et le groupe de Weyl agit simplement transitivement dans chaque cas. L'illustration suivante montre les six chambres de Weyl d'un système de racines {\displaystyle A_{2}\,}, un choix de  v, l'hyperplan {\displaystyle v^{\land }\,} (indiqué par une droite en pointillé) et les racines positives {\displaystyle \alpha \,}, {\displaystyle \beta \,}, et {\displaystyle \gamma \,}.  La base dans ce cas est ({\displaystyle \alpha \,,\gamma \,}}.

## Les groupes de Coxeter
Les groupes de Weyl sont des exemples des groupes de Coxeter. Ceci signifie qu'ils ont une sorte particulière de présentation dans laquelle chaque générateur {\displaystyle x_{i}\,} est d'ordre deux, et les relations autres  que {\displaystyle x_{i}^{2}\,} sont de la forme {\displaystyle (x_{i}x_{j})^{m_{ij}}\,}. Les générateurs sont les réflexions données par les racines simples et {\displaystyle m_{ij}\,} est 2, 3, 4 ou 6 dépendant si les racines i et j font un angle de 90, 120, 135 ou 150 degrés, i.e., si dans le Diagramme de Dynkin, elles ne sont pas connectées, connectées avec une arête simple, connectées par une double arête ou connectées par une triple arête.
La longueur d'un élément du groupe de Weyl est la longueur du mot le plus court représentant cet élément en termes de ces générateurs standards.
Si G est un groupe algébrique linéaire semi-simple sur un corps algébriquement clos (plus généralement un groupe déployé), et T est un tore maximal, le normalisateur N de T contient T comme sous-groupe d'indice fini et le groupe de Weyl W de G est isomorphe à N/T. Si B est un sous-groupe de Borel de G, i.e. un sous-groupe connexe résoluble maximal choisi pour contenir T, alors nous obtenons une décomposition de Bruhat
{\displaystyle G=\bigsqcup _{w\in W}BwB\,}
ce qui provoque la décomposition de la variété de drapeaux G/B en cellules de Schubert (voir l'article Grassmannienne).